# Iwan Pawłowski (duchowny)
Iwan Danyłowicz Pawłowski (ur. 28 kwietnia?/10 maja 1890 w Sosnowce, zm. 1937) – ukraiński duchowny prawosławny. Ostatni zwierzchnik autokefalicznego Ukraińskiego Kościoła Prawosławnego działającego w ZSRR, sprawujący urząd w latach 1930–1936. Aresztowany, skazany na śmierć i stracony w toku masowych represji wymierzonych w duchowieństwo prawosławne.

## Życiorys

### Wczesna działalność
Ukończył seminarium duchowne w Kijowie. Podczas nauki związał się z ukraińskim ruchem narodowym. W 1914 r. przyjął święcenia kapłańskie i został skierowany do objęcia parafii w Łebedynie. Następnie przeniesiony do parafii w Łyp’jance. W obydwu parafiach głosił kazania w języku ukraińskim, w tym też języku, zamiast tradycyjnego cerkiewnosłowiańskiego, czytał Ewangelię.
Po rewolucji lutowej w 1917 roku opublikował cykl artykułów, w których wzywał do utworzenia autokefalicznej Cerkwi ukraińskiej, która oddzieliłaby się od Rosyjskiego Kościoła Prawosławnego.

### Biskup Ukraińskiego Autokefalicznego Kościoła Prawosławnego
Ukraiński Autokefaliczny Kościół Prawosławny został utworzony na soborze duchowieństwa i świeckich w Kijowie w 1921 r. Na początku 1922 r. Iwan Pawłowski, bez składania ślubów mniszych i zmiany imienia, został wyświęcony na biskupa w Ukraińskiej Cerkwi Autokefalicznej (nieuznawanej za kanoniczną przez żaden lokalny Kościół prawosławny). W grudniu 1922 r. był biskupem tejże Cerkwi działającym w regionie czernihowskim. Opiekował się również świątyniami uznającymi jurysdykcję Cerkwi Autokefalicznej w regionach niżyńskim i głuchowskim.
Władze radzieckie zgodziły się na stworzenie Ukraińskiego Autokefalicznego Kościoła Prawosławnego, ale już kilka lat później zaczęły ograniczać jego działalność i prześladować biskupów. W 1926 r. biskup Iwan Pawłowski został aresztowany i razem z innymi zatrzymanymi hierarchami Cerkwi wywieziono go do Charkowa. Po zwolnieniu z aresztu musiał zobowiązać się do pozostawania w Charkowie. 1 grudnia 1926 r. został biskupem charkowskim w jurysdykcji Cerkwi Autokefalicznej. W 1927 r. powierzono mu również obowiązki przedstawiciela Kościoła w kontaktach z rządem i organem cenzorskim.
W styczniu 1930 r. również pod naciskiem GPU Kościół podjął decyzję o samolikwidacji (biskup Iwan Pawłowski brał udział w soborze, który podejmował tę decyzję). Ogłosił również wymuszoną samokrytykę, określając się mianem organizacji kontrrewolucyjnej, z działaczami nacjonalistycznymi na najważniejszych stanowiskach. Cerkiew „przyznała się” ponadto do współdziałania ze Związkiem Wyzwolenia Ukrainy, fikcyjną ukraińską organizacją antyradziecką, a w rzeczywistości mistyfikacją radzieckich służb specjalnych. Duchowni Kościoła mieli nadal służyć w parafiach, jednak w rzeczywistości krótko po zjeździe zaczęły się ich aresztowania.

### Na czele Cerkwi ukraińskiej. Ostatnie lata
W grudniu 1930 r. z inspiracji władz odbył się zjazd duchowieństwa, który potępił działalność Cerkwi Autokefalicznej, a następnie ogłosił powstanie Ukraińskiego Kościoła Prawosławnego. Zgadzając się na ten zjazd, władze radzieckie zamierzały dowieść, że w ZSRR panuje wolność religijna. Biskup Iwan Pawłowski był w grupie inicjatywnej tworzącej nową strukturę kościelną. Podczas zjazdu, który ogłosił jej utworzenie, został wybrany na zwierzchnika nowego Kościoła z tytułem metropolity charkowskiego i całej Ukrainy. Do maja 1934 r. służył w cerkwi św. Jana Chrzciciela w Charkowie. Po przeniesieniu stolicy Ukraińskiej SRR do Kijowa jego katedrą została cerkiew Zaśnięcia Matki Bożej Pyrohoszczy na kijowskim Padole. Już w grudniu 1934 r. władze zakazały mu służyć w tej świątyni. Soborem katedralnym Ukraińskiego Kościoła Prawosławnego stała się inna cerkiew na Padole – cerkiew św. Mikołaja Prytyska, w której metropolita służył do czerwca 1935 r. Następnie i ona została zamknięta, a duchowny otrzymał zakaz publicznego sprawowania kultu. W 1936 r. Ukraiński Kościół Prawosławny został całkowicie zniszczony.
W maju 1936 r. został aresztowany w Biełgorodzie. W tym i następnym roku NKWD dokonało masowych aresztowań duchowieństwa prawosławnego obydwu działających na Ukrainie jurysdykcji – zarówno duchownych opowiadających się za autokefalią Cerkwi ukraińskiej, jak i uznających zwierzchność Egzarchatu Ukraińskiego Patriarchatu Moskiewskiego. Zamknięte zostały również niemal wszystkie czynne jeszcze cerkwie.
4 grudnia 1937 r. Iwan Pawłowski został uznany za winnego nawoływania do wystąpienia Ukrainy z ZSRR oraz sugerowania, jakoby władza radziecka miała szybko upaść. Zaliczono go również do nieistniejącej w rzeczywistości „faszystowskiej organizacji cerkiewnej”, którą mieli tworzyć biskupi Ukraińskiego Autokefalicznego Kościoła Prawosławnego na czele z jego pierwszym zwierzchnikiem Wasylem Łypkowskim. Został skazany na śmierć i rozstrzelany.
Całkowicie zrehabilitowany.